# Monarhie dualistă
Monarhia dualistă (sau dubla monarhie) apare atunci când două regate sunt conduse de același monarh, urmează aceeași politică externă, sunt angajate într-o uniune vamală și au o armată combinată, altfel fiind fiecare autonom. Termenul este de obicei folosit cu referire la Austro-Ungaria, o dubla monarhie care a existat din 1867 până în 1918.
În anii 1870, după modelul Austro–Ungariei, prințul de Wales (mai târziu regele Edward al VII-lea) și William Ewart Gladstone au propus ca Irlanda și Marea Britanie să formeze o dublă monarhie. Eforturile lor nu au avut succes, dar ideea a fost folosită mai târziu, în 1904, de către Arthur Griffith⁠(d) în lucrarea sa, The Resurrection of Hungary⁠(d). Griffith a remarcat cum în 1867 Ungaria a trecut de la a fi parte din Imperiul Austriac la un statut egal în cadrul Austro-Ungariei. Deși nu era el însuși monarhist, Griffith susținea o astfel de abordare pentru relația anglo-irlandeză⁠(d). Ideea nu a fost îmbrățișată de către alți lideri politici irlandezi, și Irlanda a luptat în cele din urmă în războiul de independență (anii 1919-1921) pentru a ieși din Regatul Unit al Marii Britanii și Irlandei⁠(d).
Mai târziu, istoricii au folosit termenul pentru a se referi la alte exemple în care un rege domnește peste două state, cum ar fi Henric al V-lea și Henric al VI-lea, care au fost efectiv regi și ai Angliei și ai Franței în secolul al XV-lea, ca urmare a formării unui stat-marionetă într-o mare parte din Franța, în timpul Războiului de 100 de Ani, Danemarca–Norvegia, o dublă monarhie care a existat din 1537 până în 1814, la Uniunea Iberică⁠(d) dintre Portugalia și Spania (1580-1640), și la Uniunea Polono-Lituaniană (1569-1795).
O dublă monarhie nu este neapărat și o uniune personală. Într-o uniune personală, în două sau mai multe regate domnește aceeași persoană, dar nu există alte structuri guvernamentale comune. Statele aflate în uniune personală au armate separate, politici externe separate și constituie spații vamale separate. În acest sens, Austro–Ungaria nu a fost o simplă uniune personală, întrucât ambele state aveau un singur minister de externe, o unică armată și finanțe comune.